# Frederick Wollaston Hutton
Capitano Frederick Wollaston Hutton (16 novembre 1836 – 27 ottobre 1905) è stato un naturalista e scienziato britannico che applicò la teoria della selezione naturale per spiegare le origini e la natura delle specie originarie della Nuova Zelanda.

## Biografia
Hutton nacque a Gate Burton, nel Lincolnshire (Inghilterra), e studiò a Southwell e all'Accademia Navale di Gosport, nell'Hampshire. Studiò scienze applicate al King's College di Londra prima di arruolarsi nel Reggimento dei Fucilieri e combattere nella guerra di Crimea e nei moti indiani del 1857.
Hutton tornò in Inghilterra nel 1860, e continuò a studiare geologia a Sandhurst; nello stesso anno, venne ammesso alla Società Geologica di Londra. Nel 1861 revisionò L'origine delle specie di Charles Darwin per la rivista Geologist. Per tutta la vita, Hutton rimase un fedele esponente dell'evoluzione per selezione naturale, e Darwin stesso espresse il suo riconoscimento in una lettera a lui indirizzata.
Hutton sposò Annie Gouger Montgomerie nel 1863, e nel 1866 si dimise dalla Società Geologica per trasferirsi in Nuova Zelanda con la moglie e i due figli, ai quali presto se ne sarebbero aggiunti altri quattro. In un primo momento vissero nella regione del Waikato, dove Hutton stesso cercò fortuna nella lavorazione del lino; nello stesso anno, tuttavia, tornò agli studi geologici e si unì alla Geological Survey della Nuova Zelanda, per conto della quale, nel 1874, venne eletto Geologo Provinciale della regione dell'Otago. Nello stesso periodo, divenne lettore universitario presso l'Università dell'Otago e curatore del museo locale. Nel 1880 Hutton divenne professore di biologia al Collegio di Canterbury e venne nominato Membro della Royal Society nel 1892. L'anno seguente divenne anche curatore del Museo di Canterbury. Negli ultimi anni della sua vita, fu presidente dell'Unione Ornitologica Reale dell'Australasia e della Royal Society della Nuova Zelanda. Nel 1891 ricevette la Medaglia Clarke dalla Royal Society del Nuovo Galles del Sud.
Hutton morì nel corso di un viaggio di ritorno dall'Inghilterra, il 27 ottobre 1905, e venne sepolto in mare al largo di Città del Capo (Sudafrica).